# Elliott P. Currie
Elliott Park Currie (Chicago, 1942 —) é um sociólogo e criminologista estadunidense. Suas áreas de especialização são: Política de Justiça Criminal dos EUA e outros países; causas (o autor usa o termo causas no lugar de determinações, provavelmente mais adequado) de crimes violentos; contexto social de delinquência e violência juvenis; etiologia do abuso de drogas e avaliação de políticas de drogas; questão racial e justiça criminal.

## Biografia
Nascido em Chicago, em 1942, Elliott P. Currie já cresceu com influências do mundo acadêmico, sendo filho de professores da Universidade de Chicago.
Segundo o próprio Professor Currie costuma afirmar, o grande insight em sua vida se deu quando sua família mudou-se, no começo dos anos 50, para um bairro mais heterogêneo, composto por diferentes estratos sociais.
Percebeu que algo estava errado quando ao praticar pequenos atos classificáveis como delinquência juvenil, não sofria qualquer tipo de consequência, diferentemente do que via ocorrer com seus colegas e vizinhos mais pobres. Havia uma diferença de tratamento, certa seletividade do sistema, que começou a lhe trazer indagações. Tal personalidade questionadora conduzi-lo-ia, no futuro, às Sociologia e Criminologia.
Durante a efervescência dos anos 60, Currie presenciou e participou ativamente dos movimentos pelos direitos civis enquanto que, trabalhou na indústria e observou empiricamente como o alcoolismo, dentre outras coisas, afetava a qualidade de vida dos operários e de suas famílias. Paralelamente, seu desenvolvimento intelectual na época se dava de forma mais informal, tendo como grande influência a obra The Other America, de C. Wright Mills e Michael Harrington.
Graduou-se em Sociologia, ainda nos anos 60, pela Roosevelt University, de Chicago, onde sua grande influência foi a Profª. Helena Lopata.
Enquanto se pós graduava em Sociologia pela Universidade da Califórnia, em Berkeley, Currie indignava-se com a repressão policial aos protestos contra a Guerra do Vietnã, o que intensificou seu interesse pela pesquisa sobre justiça (e injustiça) social. Influenciado por pesquisadores como David Matza, Jerome Skolnick e Bob Blauner, defendeu sua tese de doutorado em 1966, com o título: Managing the Minds of Men: the Reformatory Movement, 1865-1920. O encaminhamento para a Criminologia em suas pesquisas ficava mais evidente.
Iniciou a docência em Yale, após a conclusão de seu PhD, em 1979, ainda em Berkeley. Contudo, àquela época, diante do conservadorismo do ambiente acadêmico, optou por usar o meio editorial e jornalístico independentes para a divulgação de seus pensamentos e suas pesquisas. Sua produção de então se concentrou, em jornais ativistas de esquerda, sem grande divulgação além do próprio meio estudantil.
Optando por uma postura acadêmica de confronto às bases estabelecidas, começou a lecionar na recém-criada UC Berkeley’s School of Criminology. Todavia, o posicionamento político dessa escola era tão revolucionário para o contexto tradicionalista da instituição, o que resultou o seu fechamento e demissão de todo o quadro docente. Todo esse conservadorismo e encastelamento do meio acadêmico – assunto recorrente em sua obra – levou-o a redigir uma série de artigos críticos para jornais políticos e artigos científicos, e mais tarde pelo The New York Times.
Atualmente Elliott Currie leciona no departamento de Criminologia, Direito e Sociedade da Universidade de Califórnia, Irvine. Mas também já lecionou, além da breve Escola de Criminologia de Berkeley, no Curso de Direito daquela universidade, e no Conselho de Estudos de Sociologia na Universidade da Califórnia, em Santa Cruz.
Além da vida acadêmica, sua posição ativa na luta contra as mazelas sociais nos EUA o levou a uma constante participação na vida política. Pode-se citar, por exemplo, sua participação nas seguintes entidades: National Council on Crime and Delinquency, National Advisory Council on Economic Opportunity, California Governor's Task Force on Civil Rights e Home Office of Great Britain. Além de ser vice-presidente, até 2009, do Conselho de Curadores da Milton S. Eisenhower Foundation, entidade sem fins lucrativos com escopo em desenvolver, estimular e apoiar estratégias inovadoras de combate à criminalidade urbana, abuso de drogas, e pobreza. 

## Pensamento Criminológico
A análise de sua produção bibliográfica permite adequá-lo, segundo a classificação do Prof. Salomão Shecaira, como um teórico da denominada criminologia crítica. Segundo o referido criminologista brasileiro, "dentre as principais contribuições teóricas da criminologia crítica está o fato de que o fundamento mais geral do ato desviado deve ser investigado junto às bases estruturais econômicas e sociais, que caracterizam a sociedade na qual vive o autor do delito." Todavia, o autor não se enquadraria nas vertentes mais radicais ou contemporâneas da criminologia crítica, visto que não chega a defender algo próximo a um abolicionismo penal nem quando trata de política de drogas; não considera possível um sistema que prescinda de prisóes; nem foca diretamente seu olhar para o legislativo e o judiciário e sua responsabilidade na seletividade do sistema penal.
Ainda que as consequências da negligência de políticas sociais nos EUA seja o tema mais recorrente dos livros e artigos de Elliott Currie, tal tema se desdobra em diferentes aspectos e, em mais recentemente, o autor identificou analogias e a presença de tais problemas no cenário internacional.

### Determinações dos Crimes Violentos
Elliott Currie aponta um conjunto de causas (o que o autor chama de causas ou outros sinônimos, estão mais para determinações, contudo manteremos o termo aqui como sinônimo para determinações, em respeito a origem) para a disparidade nas taxas de crimes violentos dos EUA.
Em primeiro lugar, o autor critica, fundamentando-se sempre em pesquisas suas e de outros cientistas sociais e criminologistas, o discurso conservador – representado principalmente pelo pensamento de James Q. Wilson – de que os criminosos não podem ser reabilitados, de que não há como lidar com as causas da violência. Para os conservadores as causas estariam associadas a:
1. À natureza humana – ainda como reminiscência das ideias de Cesare Lombroso no mundo moderno;
2. Ao desenvolvimento das sociedades modernas, em especial porque em todas as sociedades modernas se lidariam com os mesmos problemas causadores da violência, quais sejam: (i.) Racismo; (ii.)	Desejo de consumo por conta da mídia de massas; (iii.)	Facilidade de acesso a armas de fogo; (iv.)	O fato de pessoas que poderiam exercer certo controle sobre essa escalada da violência estarem deixando as pequenas cidades.
3. O ‘custo-benefício’ da prática criminosa, pela apropriação das pesquisas econômicas da  Escola de Chicago pela Criminologia conservadora;
4. A ‘decadência moral’ das famílias e a valorização cultural do livre arbítrio em detrimento do autocontrole.

Currie rebate essas teorias contrapondo-as com dados estatísticos, e a discussão analítica de tais estatísticas. Tais dados demonstram que, se fossem verdadeiras, tais causas estariam presentes em todas as sociedades, e países com o mesmo nível de desenvolvimento social, político, econômico e cultural dos EUA, como os da Europa Ocidental e o Japão teriam de ter taxas de criminalidade per capta similares, o que contudo não ocorre. Em fato, tais países possuem taxas de criminalidade violenta muito inferiores às dos EUA, e as únicas estatísticas que se igualam a este país são às dos países subdesenvolvidos ou em desenvolvimento.
Após rebater as teorias conservadoras, Elliott Currie elenca as causas que entende ser responsáveis para os grandes índices de violência urbana, quer nos EUA, quem em países que apresentem os mesmos problemas:
1. Elevados índices de desemprego e subemprego;
2. Poucas políticas públicas, ou de reduzido investimento e abrangência, visando à redução da desigualdade social. Ou seja, políticas públicas de bem-estar social;
3. Grande desigualdade social;
4. Discriminação racial, como geradora e agravadora de desigualdade social;
5. Desestruturação de comunidades tradicionais e agregadoras pela constante realocação do capital, causando movimentos migratórios entre áreas urbanas e do campo para as cidades;
6. Os fatores acima agravando a violência doméstica, em especial o abuso infantil e uma política equivocada de “tolerância zero” para lidar com o mau comportamento de crianças e jovens;
7. O desemparo governamental às famílias mais pobres, mononucleares e às mães solteiras e pais adolescentes.

Ainda que não desenvolva o assunto, para não evidenciar ainda mais sua postura política de ‘Esquerda’, constantemente em seus estudos Currie aponta que é impossível que um modo de vida e de produção capitalista como o estadunidense, que valoriza o individualismo possessivo e o materialismo consumista, não esteja associado a esses elevados índices de violência no país que é a “Meca” do consumo. Onde o “ter” é mais importante que o “ser”, e a competitividade é estimulada em detrimento à cooperação e à solidariedade.

### Drogas
Currie aborda a questão das drogas nos Estados Unidos até o início da década de 1990 sobre o prisma da relação com a criminalidade. Pontua que a política antidrogas causou um aumento de 800% da população carcerária condenadas por venda ou porte de drogas. Essa “guerra às drogas” não faz distinção entre usuário e vendedor e tem como resultado a superlotação de presídios e consequentemente aumento de gastos para construção de novas prisões, que estatisticamente são ineficazes no controle ao abuso de narcóticos. Dessa forma, o modus operandi é antieconômico e vazio de significado para a comunidade.
A cultura consumista predatória estadunidense, pautada no capital e consumo como principais objetivos, juntamente com a queda da renda ocorrida na década de 1980, contribuíram para a explosão da epidemia de drogas que se desenrolou nos anos subsequentes. Partindo disso, Elliott Currie afirma que as raízes do abuso de narcóticos são diversas, existindo vários fatores, uns mais, outros menos, a interagir entre si de forma complexa, indo muito além do simples raciocínio “vício-conduz-ao-crime” que culminam no problema. O ponto é que crimes e abuso de drogas são criados por circunstâncias socialmente desfavoráveis. Associada à deterioração da estrutura social, a carência de oportunidades, o desemprego e o subemprego desestabilizam as comunidades e fomentam a recorrência aos narcóticos como tentativa de se ter novos significados para o senso de sociedade e prestígio social. Nesse sentido, o aspecto familiar é um fator recorrente nos estudos relacionados ao tema da epidemia de drogas: famílias frias, hostis, psicológica e fisicamente abusivas, com conflitos entre si e disciplina inconsistente, permissivas ou extremamente punitivas tendem a ter seus integrantes mais inseridos no mundo dos narcóticos. O adolescente, inserido no contexto de falta de esperança e propósito devido às restrições econômicas e falta de oportunidade, encontra nos narcóticos um caminho de se identificar e ter a sensação de pertencer a alguma coisa.
Para o criminologista, o modo como governo estadunidense lida com o problema da epidemia do abuso de drogas embasado no uso do aparato penal, assim como a alternativa comumente levantada de legalização do comércio estão completamente desconectadas da realidade e da complexidade do país. A diferenciação entre aquele que consome e o vendedor de drogas, nesse contexto, assume papel importante, pois o mero encarceramento de um usuário acaba por cumprir o papel de recrudescimento da situação daquele indivíduo, uma vez que ele se torna mais alheio à sociedade na medida em que perde sua identidade. Em mesmo sentido, não se faz distinção entre usuários de drogas pesadas e drogas mais brandas, ambos tratados sobre o mesmo mecanismo de punição. A questão da livre comercialização se mostra, também, tão ineficiente quanto, já que a violência expurgada com ela, será, aos olhos de Currie, compensada pela advinda do alto consumo. Deve-se, em contrapartida, promover o tratamento dessas pessoas, não da forma que se emprega nos Estados Unidos, por meio do tratamento deles como meros pacientes, mas através da mudança de foco, em prol da construção e aumento de oportunidades para essas pessoas. O restabelecimento de um adicto tem relação, para Currie, muito mais com o ato de se dar uma oportunidade de vida do que com a química da droga no corpo de quem a usa ou a modalidade do tratamento. O tratamento da maneira como se dá, para muitos adictos, é algo totalmente desinteressante, pois não consegue chegar a sua realidade, uma vez que, a tendência das formas de tratar o usuário é estigmatizá-lo como incapaz de mudanças.
A situação em que os Estados Unidos se encontram, quanto às drogas, não pode perdurar, para o criminologista. Deve-se ter em mente que o uso endêmico de narcóticos se baseia na própria organização social estadunidense, que fomenta tal quadro. Não é à toa que o país desenvolveu um grave problema com o abuso de drogas e os piores índices de violência, pobreza e exclusão social, juntamente com o sistema de saúde pública precário que fornece um desserviço ao usuário devido a suas limitações que vão desde a falta de profissionais da saúde à ausência de acompanhamento da gestação e falta de leitos.
Cometimento de crimes é algo intrínseco à realidade das drogas. Nenhuma mudança adiantará se as forças do Estado em prol do aspecto social não forem mudadas, pois, como assinala Currie, essa crise do abuso de drogas não veio do nada: ela apenas reflete uma profunda crise de cultura e consciência de família e comunidade. A magnitude dos custos das proibições das drogas depende da magnitude das deficiências sociais.

### O Mito do Sistema Prisional
Elliott Currie faz uma análise crítica do sistema prisional estadunidense, tido como método adequado para solucionar a questão dos crimes violentos. Segundo ele, essa maneira de lidar com a criminalidade, que se tornou problemática principalmente nos anos 70 e 80, não só tem sido ineficiente, com resultados às vezes o inverso do esperado, como ainda tem se tornado excessivamente dispendioso, dado o elevado gasto público em manter e aumentar cada vez mais o encarceramento como alternativa ao crime.
Outra crítica feita por Currie diz respeito à maneira como o Estado trata desse problema com a sociedade, nem sempre apresentando as informações de forma clara. Esta termina tendo uma visão deturpada da realidade do sistema prisional e acreditando que a produção de mais sentenças condenatórias, com punições cada vez mais cruéis e o encarceramento sejam mesmo o meio adequado para combater a criminalidade. Decorre dessa desinformação a criação e manutenção de um mito sobre a prisão, que contrasta com a realidade dos fatos. Na verdade, essa prática tem propiciado um número cada vez maior de crimes violentos e fomentado a construção de novas prisões para acolherem a todos os condenados.
A sociedade estadunidense termina acreditando que o encarceramento a torna livre ou pelo menos mais segura da delinquência, sobretudo juvenil, que tem se destacado em maior número.
Segundo o criminologista, essa prática, na verdade, tem servido para ocultar uma série de problemas que terminam sendo jogados para debaixo do tapete. Condenar e encarcerar, não obstante os elevados custos, é uma maneira mais fácil e menos trabalhosa de lidar com o delinquente. Além disso, alimenta uma lógica de mercado que lucra muito e sobrevive da manutenção desse sistema. Ao mercado de armas, por exemplo, interessa vender cada vez mais. Elevadas somas em dinheiro tem servido aos diversos ramos do mercado como segurança, alimentação dos prisioneiros e todo aparato necessário para manter essa população atrás das grades. No entanto, todo esse gasto tem criado na população a falsa impressão de que o Estado está empenhado em acabar com a criminalidade.
Examinando esse mito, Currie identifica três questões: a leniência do Estado em lidar com a criminalidade, a eficácia do encarceramento e o custo-benefício na manutenção do sistema prisional.
No que se refere à leniência do Estado, isso precisa ser analisado por mais de um aspecto, pois o número de prisões e a construção de novos presídios tem aumentado enormemente nos últimos anos, impondo aos Estados-membros os elevados custos. Isso parece sugerir que o Estado está atuando firmemente no combate à criminalidade. No entanto, essa maneira de trabalho disfarça, segundo Currie, pelo menos três alternativas que poderiam ser adotadas pelo Estado e que apresentariam melhores resultados, são elas: a prevenção, ações sociais e um sistema judiciário que não tenha como meta apenas punir. Nesses aspectos, evidencia-se a leniência ou omissão do Estado.
Quanto à eficácia, o maior problema está na própria lógica que fomenta as prisões, pois a sistemática do encarceramento e sua incapacidade de reeducação e reinserção do delinquente à sociedade têm-se mostrado incapaz de diminuir o índice de criminalidade. Pelo contrário, os crimes violentos tem aumentado.
Relativamente ao custo-benefício, ele é tratado de forma tão complexa, com cálculos matemáticos sofisticados que se torna incompreensível ao cidadão.
De um lado, verificam-se as elevadas cifras gastas pelo governo para reprimir a violência e manter o sistema carcerário com os sofisticados sistemas de segurança e a construção de mais presídios, mas, por outro, o baixo empenho para investir em políticas de prevenção ao crime. Neste caso, há um enorme disparate de valores quando comparadas essas duas políticas. Currie, aponta que na Califórnia, por exemplo, entre os anos 80 e 90, enquanto se construía uma universidade, vinte presídios eram construídos. Para contrastar essa realidade, uma pesquisa realizada naquele mesmo Estado apontou que a maioria dos californianos, preferem investir em programas que previnam a violência juvenil a construir novos presídios. Ou seja, o custo social é mito.
Para o autor, essa é uma oportunidade de mudança na forma de lidar com o crime. Para isso propõe três alternativas:
1. prevenção: esta alternativa deve ter como foco principal sérios investimentos em educação das crianças, de maneira a não torná-las reféns da violência, especialmente aquelas cujos pais trabalham.
2. ações sociais: esta alternativa apresenta–se como um meio de afastar e dissuadir principalmente o jovem de situações que propiciam a criminalidade. Uma maneira de fazer isso é por meio da geração de empregos para os jovens. Isso retira-os das ruas, dos bares e de locais que os tornam vulneráveis ao crime. 
 Dentre outras maneiras, pode-se citar um maior acompanhamento nas escolas, trabalhos de orientação educacional junto às famílias, nas comunidades que incentivem um maior engajamento do jovem à sua comunidade.
3. O sistema judiciário: este não pode mais ser visto apenas como órgão repressor, dedicado exclusivamente à punição e sem compromisso com o resultado de suas decisões. Para superar esse modelo de justiça, três medidas precisam ser tomadas com urgência: investir na reabilitação do preso, repensar a forma de sentenciar e investir na redução da violências nas comunidade por meio de estratégias policiais mais eficazes (essa feita com maior transferência de recursos do sistema penal). Esse mito de um sistema judiciário punitivo, como os outros apresentados, está errado. Embora sua capacidade preventiva seja limitada, é preciso repensar uma justiça menos cara e mais eficaz, com um sistema prisional capaz de reafirmar os valores sociais que possibilite ao infrator, por meio de um acompanhamento comunitário, manter-se afastado do crime. Esse trabalho requer um esforço conjunto do sistema judiciário com as comunidades, pois não adianta encaminhar o egresso para um trabalho comunitário, se esse trabalho não existe ou não é capaz de mantê-lo afastado da criminalidade. A reintegração do ex-detento na sociedade requer a disponibilidade de alternativas concretas.[6][7] [8]

### Discriminação Racial
Ao analisar os dados sobre população carcerária e mortandade por crimes violentos nos EUA, o autor se deparou com uma desproporção assustadora de vítimas e criminosos dentre os afro-descendes estadunidenses.
No que tange à relação entre questão racial e encarceramento, nos EUA do começo dos anos 80 a população negra corresponderia a 12% do total, enquanto que o número de negros nas prisões seria próximo de 50%.
Ainda no mesmo período analisado, as cifras são ainda mais assustadoras quando analisamos as vítimas: 39% dos homens negros e 25% das mulheres negras que morriam entre os 15 e os 24 anos eram vítimas de homicídio. O número de vítimas do sexo masculino caucasianas, na mesma faixa etária era inferior até mesmo à estatística relativa às mulheres negras, e cinco vezes menor que a dos homens negros. E no caso dos homens negros, assassinato continuava sendo a principal causa morte dos 25 aos 40 anos, o que significava uma chance oito vezes maior de um homem negro morrer de forma violenta nos EUA do que um homem branco.
Não há como desconsiderar a existência de discriminação, principalmente em casos que se percebe que as penas para negros e hispânicos são maiores que para caucasianos. Assim, de certa maneira, se suas penas são maiores, isso tem reflexo em sua maior participação na população carcerária. Logo, não é possível descartar, de todo, o racismo do sistema de justiça criminal como em parte responsável pela desproporção racial nos presídios.
Todavia, o professor Currie não aponta que a grande quantidade de negros nas prisões seja reflexo exclusivo de um preconceito dentro do  sistema de justiça criminal. Na verdade, os fatores sociais e históricos é que tornam a população negra excluída social e materialmente, a ponto de figurar não somente como a cifra mais expressiva de autores de crimes violentos, como também dentre o maior número de vítimas dos mesmos crimes.
Para Elliott Currie, tanto a Criminologia conservadora, quanto muitos dos criminologistas que ele denomina de liberais pecam em associar as causas da associação entre criminalidade e a população afro-descendente. Quer por uma visão mais ‘soft’, quer por uma visão ‘hard’, costumam colocar a causa do problema numa subcultura da população negra. Essa visão mais ‘soft’, normalmente adotada pelos criminologistas liberais, associa essa subcultura a fatores históricos e a alguns fatores econômicos, enquanto que a leitura ‘hard’ relaciona tal subcultura à escravidão do passado estadunidense e, por isso, nada se poderia fazer para reverter tal situação, já que não se poderia mudar o passado.
Sem desconsiderar a importância de fatores culturais, Currie considera que o mais importante é analisar os aspectos das desvantagens materiais, estruturais, a que a população negra – em virtude do racismo e da tardia conquista de direitos civis – está sujeita. Por esse viés, seria possível lidar com o problema. Contudo, o professor não chega a aprofundar a questão sobre como fazer isso.
Na grande maioria de suas obras Currie propõe políticas afirmativas para redução da desigualdade material e social, da criminalidade e dos problemas de abusos de narcóticos. Contudo, nas fontes pesquisadas até o momento, não é possível se encontrar menções de políticas afirmativas exclusivas para lidar com a gravidade da questão da população negra. O que se leva a crer, por uma coerência com seu posicionamento político e acadêmico, é que o autor seja favorável, por exemplo, às políticas de cotas raciais para universidades e no mercado de trabalho. Contudo, não se pode ser categóricos em afirmar seu posicionamento sobre o assunto no momento.

### Delinquência Juvenil
Assunto recorrente na produção bibliográfica de Elliott Currie, os jovens são vistos como pessoas em formação, para as quais o Estado deve voltar especial atenção e proteção.
Já em sua tese de doutoramento o sociólogo Currie enveredava para a Criminologia optando por pesquisar a proliferação dos reformatórios entre meados do séc. XIX e início do séc. XX. Contrário às teorias behavioristas, Currie considera que o foco para se lidar com o problema da delinquência juvenil não é no encarceramento, internações e punições visando alterar os maus comportamentos.
Tampouco é adepto da linha de pesquisas criminológicas que tem por finalidade encontrar comportamentos desviantes já nas crianças, que denunciariam uma certa ‘propensão’ à violência, ou seja, um mal inerente a essas crianças numa visão atualizada dos pensamentos de Lombroso.
Currie não discorda que muitos criminosos tenham sido jovens ou mesmo crianças problemáticas e com histórico de mau comportamento no passado. Contudo, segundo as pesquisas em que se fundamenta, não percebe uma relação de causa e efeito entre crianças/jovens-problema e adultos infratores, posto que nem todas as crianças ou jovens infratores seguiram indivíduos problemáticos e, eventualmente, criminosos na vida adulta.
Para ele, o modo de se lidar com o problema só perpassa a segregação em últimas hipóteses – da mesma forma que com os crimes violentos cometidos por adultos. Considera que quando o jovem comete infrações que pedem uma intervenção do sistema de justiça criminal, significa que ele já sofreu danos demais em sua vida e é tentando se evitar esses danos que deve se buscar lidar com o problema.
Para isso, não somente políticas afirmativas que visem reduzir as desigualdades sociais, mas ações do poder público coibindo a violência doméstica e o abuso infantil, e psicoterapêuticas para ajudar as vítimas dessa violência.
Mais recentemente, Currie se debruçou sobre o problema da alienação, ociosidade e até mesmo um aumento na delinquência juvenil dentre grupos mais abastados da sociedade. As causas para tais problemas e rumos para lidar com esse fenômeno são o tema de seu livro: The Road to Whatever: Middle-Class Culture and the Crisis of Adolescence.

### Criminalização de Indivíduos
Os estudos sociológicos do comportamento do infrator buscam, também, analisar a resposta da sociedade diante do delinquente além de centralizar as pesquisas somente na figura do mesmo. A importância dessa abordagem reside em voltar a atenção à influencia que os diferentes tipos de controle adotados pelos sistemas judiciais exercem no perfil do transgressor. Sendo assim, o Professor Currie irá realizar uma comparação entre dois sistemas diferentes,  da Inglaterra e da Europa Continental, tendo como objeto a definição do crime de bruxaria na Europa Renascentista.
Segundo a definição, era considerado praticante de bruxaria o indivíduo que firmasse um pacto com o Diabo, de modo que ganhasse poderes que manipulassem forças sobrenaturais, com o objetivo de realizar práticas antissociais ou não católicas. Porém a conduta tipificada era o pacto em si, e não o uso dos poderes, o que trouxe dificuldades de se encontrarem evidências, desafiando a competência das instituições legais europeias. Em meio a essa adversidade, dois sistemas surgiram: o de controle repressor na Europa Continental; e o de controle contido na Inglaterra.
O crime de bruxaria, na Europa Continental era considerado heresia e, por isso, era, originalmente, julgado pela Santa Inquisição. Porém, mesmo depois do fim da mesma, o crime continuou sendo julgado por uma corte que usava dos mesmos artifícios dos quais a Inquisição foi pioneira.
O sistema judicial contava com um maquinário burocrático de poderes não usuais e uma quase completa falta de restrições institucionais de sua atividade. A Santa Inquisição era responsável por manter a ideologia cristã, o que transformou o processo numa ferramenta para garantir a ordem moral cujos limites eram condizentes com as necessidades da ordem. Portanto, contando com uma mínima limitação da atividade processual, a acusação, persecução e julgamento se centravam na figura de uma única Corte, ou uma única pessoa. O julgamento consistia num ataque do juiz ao acusado, que, por sua vez, carregava uma grande carga de culpa.
Para comprovar a existência do crime de bruxaria, eram exigidas duas testemunhas, ou na dificuldade de encontrá-las, a prova deveria combinar a confissão com outro elemento, que poderia ser o testemunho. Devido à dificuldade de encontrar testemunhas, a pressão recaiu sobre a confissão. O constrangimento em obter a declaração colocou em prática o uso regular e sistemático da tortura. Os casos eram mantidos em segredo e nenhuma informação poderia ser dada ao prisioneiro, assim como ele não tinha nenhum auxilio legal durante o processo. E na falta de provas, a Corte poderia deter o prisioneiro por tempo indeterminado.
Outras indicações de culpa também eram avaliadas, por exemplo, se o sujeito tivesse boa reputação claramente era culpado, pois quem prática bruxaria tende a enganar as pessoas. Assim como, se o sujeito tivesse má reputação também era considerado culpado, pois claramente ninguém gostaria do indivíduo. Se a pessoa apresentasse resistência em confessar era sinal de aliança com o Diabo.  Portanto, raramente, o veredicto era de inocência, na melhor das hipóteses os acusados torciam por ‘não provado’.
Uma última característica do sistema continental, é que a Corte tinha poder de confiscar as propriedades do acusado, mesmo antes da confissão. Isso instaurou um ilimitado poder com um forte motivo para a perseguição.
Assim, Currie apontou três características do sistema repressor: a) invulnerabilidade na restrição dos julgamentos por parte de outras instituições sociais; b) poderes extraordinários de suprimir o infrator, juntamente com uma falta de restrições internas e; c) um forte motivo para apreender e processar os infratores.
O crime de bruxaria na Inglaterra, por outro lado, não era considerado uma heresia, era tido como felonia. Não havia a Santa Inquisição e a lei comum previa uma série de restrições institucionais na condução dos julgamentos. O aparato monopolizador eclesiástico não existia e, o sistema processual era formado por cortes locais, de poderes limitados, submissas a cortes maiores.
O sistema inglês operava segundo o princípio do acusado, enfatizando, sobretudo, a separação das funções de acusação e julgamento, julgamento por júri, e da presunção da inocência do acusado. Acusador e acusado assumiam papel horizontal perante o juiz e, este não iniciava a investigação do caso. O julgamento era público e o acusado podia chamar testemunhas em sua defesa e a tortura era ilegal. No entanto, existiam algumas limitações, como por exemplo, o fato do réu não ter aconselhamento legal até 1836, de quando provável a inocência do acusado a corte raramente exigir provas, de uma testemunha ser considerada suficiente e de crianças poderem testemunhar.
Dada à natureza do crime de bruxaria e a falta de um rígido método de recolhimento de provas, raramente eram encontradas testemunhas ou confissões eram dadas. Sendo assim, os ingleses encontraram três métodos de encontrar indícios de bruxaria. O primeiro era baseado na ideia de que os bruxos possuíam uma marca do Diabo que era insensível a dor, assim eles beliscavam com uma ferramenta locais que apresentassem marcas incomuns. O segundo método era baseado na ideia de que um agente do Diabo era incapaz de afundar quando imerso na água. E o terceiro consistia na ideia de que o demônio se manifestava nas pessoas que possuíssem famílias que trabalhassem como serviçais.
Em geral, a falta de modos mais coercitivos de achar evidências, fazia o sistema inglês ineficiente na condenação dos praticantes de bruxaria. Considerando o fato de que não era permitido o confisco de propriedades, as Cortes inglesas não possuíam nem o aparato e nem o interesse de perseguir os contraventores em larga escala.
Desta forma, Professor Currie sintetizou o sistema contido em três características: a) existência de cortes superiores e restrição de outras instituições sociais; b) forte controle interno, inibindo o uso de poderes extraordinários; c) pouco interesse em apreender e processar os acusados.
Elliott Currie aponta para o fato de que a combinação de um controle repressivo com um poderoso interesse econômico criou uma produção massiva de condenações na Europa Continental. As cortes eram autossustentáveis, o que fazia da acusação uma ótima fonte de benefícios financeiros através do confisco. Os prisioneiros eram obrigados a pagar as despesas dos julgamentos e pelo uso de instrumentos de tortura. Essas características trouxeram a seleção de um perfil particular dos acusados, que geralmente eram homens abastados ou com propriedades. Logo, uma forma de infrator foi desenhada e sustentada pelos esforços de uma organização de poderes excepcionais, que uma vez tirados, reduziu drasticamente o número de acusados.
Já na Inglaterra, a comedida natureza do sistema legal impediu a ideia de massificação do crime. A ausência de um forte interesse em prender os suspeitos, juntamente com a ausência da tortura ou de outros procedimentos extraordinários foram responsáveis pelo baixo número de executados pelo crime de bruxaria. Justamente pelas denúncias serem realizadas pela sociedade, o perfil dos acusados geralmente eram mulheres das classes mais baixas ou indivíduos excluídos que não possuíam condições de defesa.
Realizando, então, uma possível generalização dos dois tipos de sistemas legais, o repressor e o contido, temos que no repressor, devido seu aparato de acusação eficiente de acusação e condenação, o resultado é um alto nível de encarceramento, enquanto que nos sistemas contidos, geralmente, encarceram-se menos contraventores do que realmente existem. O sistema repressor combina o poder de processar massas de infratores com uma estruturada motivação para fazê-lo. Os sistemas contidos são vulneráveis aos abusos legais devido a grande influência social exercida nas definições dos perfis dos criminosos.
Tendo isso em vista, Currie afirma que os dois casos comprovam que o infrator é o que a justiça diz que ele é. O professor não afirma que o criminoso não cometeu o crime, mas que os interesses, necessidades e capacidade dos oficiais da justiça são fatores relevantes na moldagem do perfil do delinquente. Em ambos os casos analisados, os acusados de bruxaria adquiriram perfis relacionados aos interesses dos diferentes sistemas legais. Os indivíduos considerados praticantes de bruxaria eram quem o sistema dizia que era e qualquer variação refletia na mudança do perfil.
Bruxaria, no entanto, é um caso extremo, na medida em que sua definição é inventada. Pode-se argumentar então que todos os tipos tipificados contém certo grau de invenção. Porém o que definirá a influência do sistema legal são os graus de abstração. O Professor Currie usa como exemplos a definição de doente mental como sendo mais abstrata e a de assassino como menos abstrata. Dessa forma, os sistemas legais seriam capazes de influenciar no caráter do infrator, somente, na margem que existir entre a definição no ordenamento e as peculiaridades do ato praticado.
Currie salienta a importância do estudo na medida em que pode ser aplicado nas análises sobre abusos da função social de alguns oficiais da justiça, pois o elemento de invenção potencializa o uso da criatividade, principalmente nas sociedades que tem um limitado sistema legal.	

### Criminologia e Sociedade
Em seus ensaios, o autor aponta para o fenômeno da marginalização da Criminologia. Segundo ele, a disciplina se encontra limitada ao ambiente acadêmico, sem que haja uma visibilidade e influência direta na sociedade.
Como principais fatores que maximizam esse fenômeno, Currie destaca que não há uma prática comum por parte das autoridades, de consulta aos criminologistas no momento do desenvolvimento de políticas sociais relacionadas ao crime e à justiça criminal. Por outro lado, aponta a falta de incentivos institucionais no meio acadêmico, que freiam os esforços dos pesquisadores e estudiosos do ramo ao tentarem ampliar o campo social atingido pelas pesquisas.
O professor mostra que, para aqueles que buscam uma carreira acadêmica, há requisitos que devem ser atendidos. Os estudos devem ser adaptados à publicação de determinados veículos de comunicação e trazer a reprodução de novas descobertas, em vez de  análises sobre o que elas representam para a sociedade. As universidades têm uma grande limitação em aceitar profissionais que desvirtuem do padrão comum de pesquisa, penalizando os trabalhos que explicitamente visam alcançar um público mais popular e aumentar o impacto da disciplina na sociedade.
Outro aspecto que coibi a disseminação dos trabalhos de Criminologia é o nível de especialização e de técnica empregada na linguagem dos mesmos, tornando impossível a compreensão e contextualização das descobertas pela maior parte da sociedade. O professor destaca que não existe um equilíbrio entre a produção de conhecimentos técnicos e a produção de análise, síntese e disseminação dos mesmos. Portanto, enquanto de um lado temos uma massiva produção de trabalhos científicos, do outro, não existem maneiras de fazer com que as descobertas entrem em contato com os principais agentes do sistema de justiça criminal.
Como consequência desse isolamento, o professor Currie aponta para a formação de um círculo vicioso, em que a própria ciência da Criminologia tem experimentado um empobrecimento, uma vez que os argumentos são tão específicos que já não conseguem ser contextualizados fora do âmbito da disciplina. Esses fatores acabam, por fim, influenciando as novas gerações de alunos que vão perdendo a paixão e o engajamento que outrora trouxeram a preocupação com os grandes problemas relacionados ao crime e à justiça.
Como forma de confrontar esse fenômeno, Elliott Currie traz a possibilidade de agregar duas medidas: afastar os incentivos negativos que bloqueiam o impacto social do trabalho criminológico e aumentar as oportunidades positivas de estender esse impacto. Para isso, seria necessário recompensar a Criminologia informal, com incentivos aos esforços dos profissionais e estudantes nesse sentido; aumentar as verbas destinadas à análise e disseminação, e não somente da pesquisa original; desenvolver mais e melhores parcerias entre os pesquisadores e entre instituições; construir relações mais horizontais com outros ramos da ciência, a fim de evitar o isolamento da disciplina; e principalmente, os criminologistas precisam se posicionar como moldadores da opinião pública, e não, somente, como ‘consumidores’ passivos das pesquisas.
Currie afirma a necessidade de desenvolver organizações que sejam capazes de levar ao público o que é realizado no campo científico. Isso pode ser feito tornando as organizações criminológicas mais efetivas no engajamento, ou criando novas organizações onde os pesquisadores e estudiosos do campo consigam ter maior visibilidade.
Essas medidas defendidas pelo professor são consequências de sua imersão, segundo ele, na angustiante experiência estadunidense – onde políticas sociais negligentes e violentas têm crescido expressivamente, criando ‘zonas de sacrifício’, que uma dispendiosa e brutal política penal teima em conter através do medo e da incapacitação de agentes.

## Produção Bibliográfica
- Crisis in American Institutions, de 1976, escrito em coautoria com Jerome Skolnick, trata-se de uma espécie de livro didático, voltado a estimular jovens alunos a discutir problemas sociais nos EUA.
- Confronting Crime: an american challenge, de 1985. Primeiro livro do autor voltado para a Criminologia, tem como objetivo identificar as causas das altas taxas de crimes violentos nos EUA a partir dos anos 60, e buscar alternativas para esse problema que fujam do lugar comum do encarceramento defendido pela Criminologia conservadora, políticos e senso comum.
- Reckoning: Drugs, the Cities, and the American Future, de 1993, visa, assim como o livro precedente, identificar as causas para o problema do crescente abuso de drogas nos EUA, em especial pelos jovens. Critica a criminalização e a política de “Guerra às Drogas” e o encarceramento como um modo equivocado de lidar com o problema, por não lidar com suas causas.
- Crime and Punishment in America, de 1998, tornou-se sua obra mais famosa, tendo inclusive concorrido ao Prêmio Pulitzer de 1999. Retoma muitas das questões já abordadas em ‘’Confronting Crime’’, enfatizando a desmistificação de se usar o sistema penitenciário como única forma de se conter ou diminuir a escalada da violência nos EUA.
- Whitewashing Race: The Myth of a Color-Blind Society, de 2003, é uma obra escrita em coautoria com Michael K. Brown, Martin Carnoy, Troy Duster, David B. Oppenheimer, Marjorie M. Schultz e David Wellman. Esse grupo eclético de autores, composto por criminologistas, sociólogos, cientistas políticos, economistas e juristas, visaram desconstruir o discurso conservador e neoliberal de que não há racismo nos EUA, e que os problemas sociais que afligem a grande maioria da população negra naquele país – tais como pobreza, baixos níveis educacionais, criminalidade, desemprego etc. – não estão relacionados com a discriminação, mas com questões culturais, genéticas ou individuais. A obra não se limita a mostrar os erros dessa argumentação, mas tenta demonstrar as reais causas e formas de se lidar com essa grave questão.
- The Road to Whatever: Middle-Class Culture and the Crisis of Adolescence, de 2004 é um dos livros de Currie menos focados na questão criminal, apesar dela estar sempre subjacente. Analisando os adolescentes de classe-média estadunidenses, e sua aparente alienação e sensação de perda de rumo, o autor discute questões como a [meritocracia], a política de “tolerância zero” na repreensão das crianças e jovens e o abuso de remédios de controle comportamental. Como alternativas, além da revisão de tais posturas, Currie propõe o engajamento dos jovens bem nascidos estadunidenses em programas sociais.
- The Roots of Danger: Violent Crime in Global Perspective, de 2008, foi seu último livro publicado. Seguindo uma linha de pensamento já abordada em Confronting Crime e Crime and Punishment in America, o autor foca nos chamados crimes violentos – homicídio, estupro, assalto – e compara estatísticas para questionar porque países com graus de desenvolvimento socioeconômico similares tem grandes disparidades em seus índices de criminalidade.

### Resenha do livro:Confronting Crime: an american challenge
O objetivo do livro é ambicioso: identificar o porquê de tantos crimes violentos nos EUA, em especial durante as décadas de 60, 70 e princípio dos anos 80. E o que se poderia fazer a respeito disso.
Em seu objetivo, portanto, podemos identificar prontamente três delimitações em sua pesquisa:
1. No tempo: um período de menos de três décadas, ainda que para discutir as ocorrências nesse período o autor recue no tempo para discutir possíveis causas, assim como para apresentar teorias concorrentes, em especial do que ele chama de Criminologia conservadora;
2. No espaço: não tem a pretensão de falar sobre a criminalidade global, mas apenas de seu país, o que já é um espaço amostral bastante amplo. Por vezes recorre a informações sobre os índices de criminalidade de outros países, mas apenas para traçar paralelos com as estatísticas estadunidenses;
3. No assunto: o autor não se propõe a discutir todos os tipos de crimes, mas sim o que ele chama de ‘serious crimes’, que seriam os crimes mais violentos, praticados nas ruas. Como exemplos podemos citar os crimes de homicídio, latrocínio, estupro e assalto. Apesar de por vezes comentar crimes menores como furtos, não é esse o principal foco de suas pesquisas.

Sua motivação se deu porque a sensação de que os laços sociais estavam se rompendo, de que a violência criminal era algo inerente à vida moderna e que era presente em todo lugar parecia ter se tornado parte do senso comum nos EUA dos anos 80. Contudo o autor considerava tal pensamento falso. Não porque fosse mais otimista, mas justamente por acreditar que nos EUA essa violência criminal estaria surpreendentemente pior que em outros países do então chamado Primeiro Mundo. Nos EUA, os crimes violentos seriam 7 a 10 vezes mais recorrentes que na Europa Ocidental ou no Japão. Na década de 80 as mortes anuais por homicídio nos EUA seriam 3 vezes maiores que as mortes anuais de estadunidenses durante a Guerra do Vietnã.
As reações  a essa escalada da violência começam a ser bizarras e brutais, tais como escolas pensando em restaurar punições físicas; envio de presos para colônias penais isoladas (como a famigerada Alcatraz, mas mais distantes se possível), identificação de possíveis tendências criminosas já nas crianças. Para o autor, tais propostas refletiriam o desespero da sociedade média, e mesmo dos intelectuais. E os governantes – o autor cita a administração Reagan – estariam assumindo uma postura de passividade no que diz respeito a buscar as causas do problema.
Em vez de se investigar os motivos, investiu-se em lidar com as consequências, e a opção escolhida para isso foi a política do encarceramento. Contudo, para o autor, não surtiu os efeitos esperados. Segundo suas palavras, os EUA tornaram-se uma nação onde alguém poderia ser sentenciado a um ano de prisão por roubar US$ 6,00 em carne no mercado, e mesmo assim seriam o país mais perigoso para se viver entre as nações desenvolvidas. Ou seja, o aumento de prisões e do tempo de prisão não se mostraram eficazes no controle da criminalidade.
A Criminologia de então nos EUA teria duas correntes de pensamento para abordar o problema, a que ele chama de conservadora e a que ele denomina de liberal. A primeira, para Currie, erraria tanto na identificação das causas do problema, como na forma de lidar com ele – é deles a ideia de que a solução é o encarceramento e o recrudescimento das penas. Já a Criminologia liberal acertaria nas causas, mas não teria propostas efetivas para solucionar o problema.
Para o autor, para se alcançar uma sociedade menos perigosa, menos amedrontada e menos tomada pela violência, seria necessário ir além tanto da Criminologia conservadora, como da liberal. Currie considera que isso é possível e pretende demonstrá-lo nos capítulos seguintes:
- Num primeiro momento mostrando como o sistema-criminal então vigente falhou por partir de premissas erradas ;
- E, num segundo momento, a despeito de todas as tentativas falhas para lidar com o problema, o autor tentaria mostrar que é possível ser otimista e vislumbrar alternativas.

A violência criminal não diminuiria do dia pra noite, exigindo sério comprometimento da sociedade, escolhas difíceis e grandes investimentos financeiros. Isso desagradaria a maioria da sociedade estadunidense, imediatista por natureza. Não há botões mágicos, mas degraus a ser subidos.
Nos dois capítulos subsequentes o autor se propõe a desconstruir a doutrina dominante sobre o assunto, qual seja, a chamada Criminologia conservadora, cujo expoente mais recorrente no livro seria James Q. Wilson. Essa desconstrução, além da crítica às teorias da Criminologia conservadora, perpassam analisar os infrutíferos e na maioria das vezes negativos resultados da política de encarceramento para lidar com o crescimento da violência.
Os teóricos conservadores, nos anos 70, chegaram mesmo ao ponto de alegar que não faria sentido se buscar as causas da criminalidade, ou (i) porque não existiriam tais causas originárias, e/ou (ii) mesmo que fossem identificáveis, não haveria nada que o poder público pudesse fazer a respeito.
Em todo o capítulo sobre os conservadores um dos principais teóricos criticados é o já mencionado James Q. Wilson e suas constantes mudanças teóricas na tentativa de encontrar novas causas ou novas formas de combater a criminalidade crescente. Primeiro argumentou que seria algo inerente à natureza humana (numa visão lombrosiana); depois adotou a leitura que o problema era próprio às sociedades modernas. Como ambas as teorias não se sustentavam diante da comparação com outros países, adotou a teoria econômica de custos e benefícios, e por fim, passou a culpar a ‘decadência moral’ das famílias e a valorização cultural da auto expressão em detrimento do autocontrole. De certa maneira, em suas constantes tentativas para justificar a criminalidade,  James Q. Wilson sintetizou todas as principais teorias conservadoras sobre o assunto, as quais Currie analisa e desconstrói uma a uma, quer seja por falhas metodológicas em suas fontes de dados, quer seja pela comparação com outras nações em mesmo grau de desenvolvimento.
Conclusões do autor sobre a Criminologia conservadora:
- I. A abordagem conservadora conduz a:

1. Uma passividade (crime como preço da sociedade moderna, ou do ‘american way of life’) e melancólica nostalgia (crítica à liberalidade e ‘degenerescência’ principiadas em 1920 e que tiveram clímax nos anos 60, segundo James Q. Wilson);
2. Demanda por punição (inclusive física) e rigidez na disciplina familiar e escolar (a qual estaria sendo muito tolerante e leniente);
3. Políticas criminais com aumento de prisões e aumento de duração das penas daqueles marginalizados dos quais a sociedade pretende desistir.

- II. Contradições da Criminologia conservadora:

1. Num universo de observação com variações gigantescas nos índices de criminalidade, culpam a natureza humana;
2. Na sociedade os maiores rankings de punição do mundo desenvolvido, culpam o sistema judicial que consideram leniente;
3. Num país de grande intolerância, culpam o excesso de tolerância;

- III. Não é possível explicar as elevadas taxas de criminalidade nos EUA por uma alegada excessiva impunidade.

Ao discutir a ineficácia do encarceramento para lidar com o problema, o autor expõe que essa alternativa não consegue cumprir com nenhuma das três funções da pena que lhe são atribuídas:
1. Prevenção Geral Negativa: Para o autor, as pesquisas e estatísticas sobre o assunto comprovariam que, em especial quanto aos crimes violentos, não existiria tal grau de pensamento pragmático pelo criminoso a ponto de equacionar custos e benefícios antes da prática do delito. Para o autor uma polícia mais eficiente em identificar e capturar criminosos teria uma maior efeito de dissuasão na prática de novos delitos do que o recrudescimento na sentença da parcela que efetivamente é levada à justiça;
2. Prevenção Especial Positiva: O sistema prisional seria tão cruel, desumano, excludente e estigmatizante, que não só dificultaria a ressocialização como muitas vezes seria um fator determinante da reincidência. Segundo estudos promovidos por Jan e Marcia Chaiken, Peter Greenwood e Allan Abrahamse, o encarceramento na juventude (reformatórios) e na idade adulta é uma das características mais eficientes na previsibilidade do indivíduo vir a se tornar um criminoso recorrente;
3. Prevenção Especial Negativa: A chamada neutralização do delinquente, quando funciona, só ocorre durante o tempo que o mesmo esteve encarcerado. Dependendo do caso, como nos crimes cometidos por gangues, e o narcotráfico, a saída de circulação de um infrator praticamente não é sentida, pela imediata substituição por um novo elemento que toma seu lugar. A incapacitação tem uma relação entre custo e benefício tão dispendiosa (econômica e socialmente falando) que a opção por investir na incapacitação pelo encarceramento, em vez da prevenção e em programas de emprego e reabilitação eficientes, é política e não técnica.

Após fazer sua crítica as teorias e propostas fornecidas pela Criminologia conservadora, Currie passa a destacar as possíveis causas para essa escalada da violência. Nesse sentido suas ideias coincidem em grande medida com as dos demais criminologistas liberais e são agrupadas em três grandes grupos na forma de capítulos:
- Trabalho e bem estar;
- Desigualdade e comunidade; e
- Famílias e crianças.

Há décadas os criminologistas liberais relacionam o problema do desemprego com a criminalidade. Os conservadores contra argumentam a respeito da relação entre economia e criminalidade partindo do pressuposto que é difícil comprovar uma relação proporcional entre flutuações econômicas e taxas de criminalidade. De fato, em momentos de relativa prosperidade, como nos anos 60, houve aumento da criminalidade, enquanto que durante a grande depressão dos anos 30 teria havido declínio.
No decorrer do capítulo o autor explica que não bastam analisar os números, sem levar em condições a metodologia pela qual foram obtidos e seu contexto. Por exemplo.
Realmente nos anos 60 boa parte da população estadunidense era próspera e o PIB (Produto Interno Bruto) era elevado, contudo foi uma época em que se acirrou a desigualdade social, houve migrações entre cidades (mudanças de alocação de capital e de empresas) e do campo para as cidades (mecanização da agricultura e pecuária intensiva) que rompeu laços familiares e comunitários de cooperação e solidariedade em tempos de crise.
Enquanto que nos anos 30 há pelo menos três fatores que afetam os resultados: 1) há carência de dados e pesquisas confiáveis; 2) não há dados sobre os crimes no meio rural; 3) houve amplo e profundo investimento em programas sociais que mitigaram as consequências mais nefastas do ocorrido e auxiliaram na rápida recuperação da nação.
Outra questão é que, em muitas pesquisas, só se considera o desemprego e não o subemprego. Quando o mais acertado é que a viabilidade econômica importa mais do que o mero emprego por si próprio.
O autor aponta que os EUA teriam se esforçado menos (em termos de políticas públicas) do que seus equivalentes econômicos na Europa para absorver a mão de obra vinda do campo na era pós-industrial. As políticas de bem estar social, de pleno emprego e de capacitação dos jovens no pós-guerra teriam sido muito mais efetivas e abrangentes nos países da Europa Ocidental do que nos EUA, o que é um paradoxo se considerarmos o empobrecimento daqueles no pós-guerra comparado ao enriquecimento dos EUA com a guerra.
Nos anos 70, enquanto apenas cerca de ½ dos desempregados estadunidenses recebiam algum tipo de benefício social, na França essa proporção era de 2/3, na Alemanha Ocidental e no Reino Unido era de ¾, no Japão de 4/5 e na Suécia de impressionantes 9/10. Os valores também diferiam: enquanto nos EUA o valor era de aproximadamente metade do salário de um trabalhador médio, na Suécia era de ¾ do salário de um trabalhador médio daquele país.
No que tange à relação entre questão racial e encarceramento, nos EUA do começo dos anos 80 a população negra corresponderia a 12% do total, enquanto que o número de negros nas prisões seria próximo de 50%.
Ainda no mesmo período analisado, as cifras são ainda mais assustadoras quando analisamos as vítimas: 39% dos homens negros e 25% das mulheres negras que morriam entre os 15 e os 24 anos eram vítimas de homicídio. O número de vítimas do sexo masculino caucasianas, na mesma faixa etária era inferior até mesmo à estatística relativa às mulheres negras, e cinco vezes menor que a dos homens negros. E no caso dos homens negros, assassinato continuava sendo a principal causa morte dos 25 aos 40 anos, o que significava uma chance oito vezes maior de um homem negro morrer de forma violenta nos EUA do que um homem branco.
Para o autor, tanto a Criminologia conservadora, quanto muitos dos criminologistas que ele denomina de liberais pecam em associar as causas da associação entre criminalidade e a população afro-descendente. Quer por uma visão mais ‘soft’, quer por uma visão ‘hard’, costumam colocar a causa do problema numa subcultura da população negra. Essa visão mais ‘soft’, normalmente adotada pelos criminologistas liberais, associa essa subcultura a fatores históricos e a alguns fatores econômicos, enquanto que a leitura ‘hard’ relaciona tal subcultura à escravidão do passado estadunidense e, por isso, nada se poderia fazer para reverter tal situação, já que não se poderia mudar o passado.
Sem desconsiderar a importância de fatores culturais, o autor considera que o mais importante é analisar os aspectos das desvantagens materiais, estruturais, a que a população negra – em virtude do racismo e da tardia conquista de direitos civis – está sujeita. Por esse viés, seria possível lidar com o problema. Contudo, o professor não chega a aprofundar a questão sobre como fazer isso.
Os EUA seriam o país – dentre os países capitalistas, industrializados e desenvolvidos – que menos regularia e controlaria as chamadas “forças do mercado”, e, em contrapartida, tem as maiores taxas de criminalidade impessoal. Para o autor isso não é mera coincidência.
Os conservadores, pregando contra qualquer medida que vise reduzir as desigualdades sociais nos EUA, alegam que é a prosperidade que aumenta a criminalidade. Fazem isso baseados em três fatores:
1. No passado, quando a pobreza era mais generalizada haveria menos crimes (o que é difícil de comprovar com base na dificuldade de se levantar dados confiáveis). Novamente seria aquela abordagem nostálgica dos conservadores, querendo retornar a tempos onde o autoritarismo político, familiar, nas escolas e na justiça criminal eram mais presentes.
2. O aumento de prosperidade nos anos 60 coincidiu com o aumento da criminalidade (contudo não foi um aumento generalizado de prosperidade, mas de alguns grupos, inclusive agravando-se certas desigualdades materiais);
3. A criminalidade seria algo cujas fontes não se poderiam identificar ou combater, bastando remediar por meio do encarceramento/punição.

O autor contra argumenta dizendo, por exemplo, que:
1. Não são os mais prósperos que lotariam os presídios. Tampouco os outros países tão ou mais prósperos que os EUA teriam os índices de criminalidade deste.
2. Existiriam diferentes variedades ou modelos de prosperidade, sendo que a dos EUA se revela pelo acúmulo material. Esse modelo certamente favoreceria os crimes patrimoniais.
3. A transição de um modelo de sociedade com comunidades mais coesas, ou pré-industriais para as mais fragmentadas, como as das sociedades industriais modernas passa, necessariamente, por um declínio da integração social e um correspondente aumento na criminalidade e outras patologias sociais. Nos anos 60, por exemplo, com a mecanização do campo, muitos pequenos agricultores migraram para os centros urbanos, sem formação, sem trabalho, sem sua tradicional comunidade de apoio.
4. Alguns países mais pobres, mas com menores índices de violência, teriam comunidades coesas, que prestam suporte mútuo, de modo a minimizar as carências materiais pela solidariedade.

A Criminologia liberal tenderia a não considerar questões familiares ou quanto ao modo de criação das crianças como fator influente na criminalidade. Isso se deveria a dois fatores:
- A Criminologia conservadora usa tais elementos, e sempre com uma visão preconceituosa, culpando os pais pobres por serem relapsos, ausentes ou darem maus exemplos aos filhos; as famílias mais modernas por serem tolerantes demais; famílias muito numerosas; mães solteiras ou no mercado de trabalho, etc. A visão conservadora se baseia em duas falácias, a da autonomia (as famílias não seriam afetadas por fatores externos, como conjuntura econômica e social) e a da intratabilidade (como os “danos” aos infratores seriam muito precoces, seriam irreversíveis, e nada se poderia fazer a respeito além da já conhecida resposta penal).
- A Criminologia liberal prefere trabalhar apenas com questões sociais, econômicas, políticas, não adotando leituras do microcosmo familiar, mas apenas do macrocosmo.

Currie concorda que muitas vezes delinquentes já demonstravam sinais de mau comportamento desde a infância. Contudo discorda que isso permita pré-identificar crianças malcomportadas como futuros criminosos, de forma irreversível – como o criminoso nato  lombrosiano. Nessa visão determinista, comportamento antissocial em crianças seria uma espécie de doença ou mal enraizado, que afetaria praticamente todas suas condutas futuras e só tenderia a piorar.
Para o autor, não negando suas bases na Criminologia radical, as causas na verdade não estão na forma de criação, ou em mau comportamento infantil patológico. Mas sim nas condições socioeconômicas (desigualdade social e racial, desemprego, pobreza, ausência de suporte comunitário, familiar ou estatal etc) que em primeiro lugar causam a desestrutura familiar e agravam os problemas de mau comportamento infantil a ponto de poderem estar relacionados com um eventual futuro na criminalidade.
Assim, da mesma forma que nos demais fatores da criminalidade já discutidos, seria possível sim reduzir essa “formação” do delinquente a partir de uma infância precária com políticas públicas que melhor protegessem sua família e sua infância.
Concluindo, o autor indica alguns diagnósticos errados para as causas da maior violência nos EUA:
- Leniência do sistema de justiça criminal;
- Crescimento de políticas de bem-estar social;
- Frouxidão na disciplina das crianças por pais e professores.

E os diagnósticos que o autor considera mais acertados para o referido problema:
1. Grande desigualdade social, com extremos de pobreza e insegurança;
2. Relativa ausência de políticas efetivas para reduzir o desemprego e o subemprego;
3. Rompimento de laços comunitários e familiares causados por perdas de empregos e migrações;
4. Pouco suporte às famílias, comunidades e indivíduos para lidar com as consequências das mudanças econômicas e tecnológicas da segunda metade do século XX, bem como com a privação material numa sociedade individualista consumista.

Além de fatores históricos, como a escravidão na raiz da situação do negro e do racismo, a adoção de um estilo de vida materialista/consumista exacerbaram ou causaram as questões (roots) supra mencionadas.
Outros países adotaram esse estilo de vida, próprio do capitalismo moderno, no entanto não tiveram tais problemas (nem sua consequência na esfera criminal), porque investiram em formas de mitigar a desigualdade social.
O remédiopara tratar do problema, já que foi diagnosticado, seria atacar as raízes do problema construindo uma sociedade estadunidense:
- Menos desigual;
- Menos insegura;
- Com menos privações;
- Menos rompedora de laços familiares e comunitários;
- Menos corrosiva de valores cooperativos (menos individualista e competitiva).

Lista de sugestões para lidar com os problemas que estão na raiz da alta criminalidade estadunidense:
1. uma resposta mais forte à violência doméstica pela polícia e tribunais;
2. O aumento da atenção para as estratégias policiais inovadoras, incluindo uma maior utilização de patrulha a pé e contratação de jovens para o trabalho policial auxiliar;
3. Maior uso de sanções de médio alcance, incluindo a liberdade condicional intensiva e serviço comunitário;
4. Exploração e desenvolvimento de programas de reabilitação intensiva para menores infratores, de preferência na comunidade local ou em um ambiente institucional favorável;
5. Programas abrangentes de apoio à família de base comunitária enfatizando participação local e respeito à diversidade cultural;
6. Melhoria dos serviços de planejamento familiar e de apoio para pais adolescentes;
7. Creches mais acessíveis, para minimizar conflitos entre a educação infantil e o trabalho dos pais;
8. Programas de educação pré-escolar de alta qualidade para crianças desfavorecidas;
9. Expansão de programas para resolução de disputas na comunidade (conciliações);
10. Programas de formação intensiva de emprego, talvez modelado ao longo das linhas de trabalho, destinados a preparar os jovens e os deslocados para carreiras estáveis;
11. Um forte apoio para a igualdade de remuneração e condições, visando a melhoria da qualidade dos postos de trabalho de baixa remuneração;
12. Substancial e permanente criação, de iniciativa pública ou público-privada,  de postos de trabalho nas comunidades locais, com salários suficientes para sustentar um arrimo da família, especialmente em áreas de carência social clara e premente, como a segurança pública, reabilitação, cuidados infantis e de apoio à família;
13. Universal – e generoso – apoio ao rendimento para as famílias chefiadas por indivíduos fora da força de trabalho remunerada (desempregados ou em subempregos).

Com tais medidas o autor não esperava acabar com a criminalidade, mas iniciar um processo que poderia levar os EUA a baixarem seus rankings de violência para níveis semelhantes aos de outros países em mesmo grau de desenvolvimento, pelo menos.
São medidas caras, contudo mais humanas e mais hábeis a salvar vidas, a longo prazo, do que a alternativa atual, qual seja, os presídios.

#### Críticas
O conteúdo deste livro corresponde com as propostas reiteradas pelo autor em outros livros e artigos posteriores, quais sejam:
- A negligente política social estadunidense como principal responsável pelas mazelas sociais, em especial a criminalidade;
- A necessidade de que os acadêmicos não se limitem a produzir nos moldes e para o público acadêmico, em especial quanto a assuntos de grande relevância para toda a sociedade. Isso se traduz na clareza e acessibilidade do seu modo de escrever, inclusive com o uso de recursos de enfatização, como ironia e perguntas retóricas;
- A necessidade de se lidar com as causas da violência em sua origem, ainda que isso pareça dispendioso;
- A falácia do mito do cárcere como solução para o problema da criminalidade.

O autor peca quando, ao final, propondo medidas para lidar com as causas da criminalidade e seus efeitos não toca na questão de políticas afirmativas específicas para lidar com a questão racial. Se foi capaz de perceber que, por motivos ligados a fatores históricos e à discriminação, a população afro-descendente estadunidense sofre mais severamente as consequências econômicas, sociais, culturais e criminais, por que silenciou em pedir medidas assistencialistas específicas para essa população?
Por uma questão de coerência lógica, leva-se a crer que o autor seja a favor das políticas de cotas raciais em universidades e no mercado de trabalho. Contudo, não se pode afirmar isso porque na referida obra não explicitou esse posicionamento.
O capítulo “Understanding Crime: Families and Children”, pela organização do livro traria de raízes da criminalidade relacionadas a questões familiares e na criação infantil. Contudo, a principal função desse capítulo é a de criticar a visão da Criminologia conservadora para o tema.
Assim, estruturalmente falando, faria mais sentido que tal crítica ficasse no capítulo “The Conservative Model”. No restante do capítulo, como o autor discute que os problemas familiares e da criação dos filhos teria como fundo subjacente os mesmos problemas já anteriormente discutidos (desigualdade social e racial, desemprego, e a falta de políticas públicas), tais aspectos já poderiam ter sido explorados nos dois capítulos precedentes.
Finalmente, ainda que constantemente questione a especificidade e as consequências do modelo individualista possessivo do “American Way of Life”, não desenvolve a aprofunda esse problema que, provavelmente, estaria por trás da maioria das outras razões levantadas para as altas taxas de criminalidade nos EUA. Afinal, como o próprio autor adverte: “In a society that values its people for what they can acquire rather than what they can contributte and that encourages predatory and manipulative behavior in the service of immediate gain as the guiding principle of economic life, we should not be altogether surprised if more explosive forms of the same ethos are expressed among the most deprived.” (p. 277).

### Resenha do livro:Reckoning - drugs, the cities, and the american future
A obra aborda o abuso de drogas, bem como, a falência da política anti-drogas estadunidense. Segundo Currie o sistema jurídico ao ser utilizado na “guerra às drogas” é ineficaz, pois combate os sintomas da epidemia do abuso das drogas e não as causas. O combate ao abuso de drogas envolve o endurecimento das leis de tráfico e porte, algo que teve início no governo Nixon e tem absorvido grandes valores monetários, que são utilizados, principalmente, na construção de novos presídios, fazendo com que o sistema prisional estadunidense fosse o de maior população carcerária do mundo.
Pesquisas mostram que durante a implementação da política anti-drogas, sob o viés do encarceramento massivo, houve um aumento de 800% entre pessoas presas por venderem cocaína ou heroína, além das prisões por posse de drogas. Entre estas últimas, em geral, foram condenadas por portar quantidades mínimas de entorpecentes. Comparando com outros crimes, os relacionados às drogas tiveram o dobro de condenações, além de penas mais altas. Essa criminalização crescente e o comprometimento das verbas públicas com o sistema penal causou a diminuição da fatias do orçamento com programas de prevenção ao uso de drogas, reabilitação, bem como moradias populares e subsídios para alugueis para a população carente.
Ao longo dos anos 70 ocorreu um aumento exponencial do encarceramento da população mais pobre, especialmente negros e hispânicos. Em nome da redução do abuso de drogas, comunidades inteiras de jovens têm sido criminalizados e marginalizados, entrando para o sistema prisional, para o qual o retorno é quase certo.
O autor ressalta que a maior dificuldade em tabular dados é que o uso das drogas é ilegal, portanto, poucas pessoas assumem serem usuárias. Pesquisas realizadas no começo da década de 80, mostram uma diminuição do uso de drogas, porém  o número de mortes por abuso de cocaína triplicaram nesse mesmo período, isso prova que as pesquisas baseadas em auto declaração são falhas, pois houve um aumento da reprovabilidade do uso de drogas no período estudado que associada a questão da ilegalidade produzem dados pouco confiáveis. Um estudo da Drug Use Forescating Program fez dois tipos de pesquisa entre os presos: uma consistia em um questionário, em que o preso declarava ser usuário ou não de drogas; e a outra em exames de urina. Os dados entre as duas pesquisas eram totalmente discrepantes: 24% dos entrevistados admitiam usar drogas, mas 49% dos exames de urina confirmaram resquícios de drogas. Outro problema no estudo do uso das drogas está relacionado com os óbitos, pois há varias mortes relacionadas ao abuso de drogas e não relatadas nas pesquisas como: homicídios relacionados ao tráfico, suicídios e aos óbitos relacionados a AIDS em usuários de drogas injetáveis. Ademais, a tendência é de se relatar essas mortes como “acidentais”. Devido a tal quadro, o criminologista conclui que, não está clara a efetividade das tradicionais politicas anti drogas, devido às falhas centrais nesses tipos de pesquisas baseadas em auto declaração.
A crise de drogas nos EUA aparentemente surgiu na década de 80 com a epidemia da cocaína. Na realidade remonta ao pós guerra, com o abuso de heroína em várias cidades, porém, mais restritamente a regiões mais pobres em que viviam grupos minoritários. Pesquisadores, assim, começaram a estabelecer modelos psicológicos adicionando dados sociais e econômicos: locais mais pobres com população negra e latina, passaram a se ser apontados como o foco da epidemia do abuso de drogas.
Durante a década de 50 foi amplamente utilizado a internação compulsória. Segundo Currie, esse modelo não é adequado, pois o paciente tinha um papel passivo e ao obter alta, retornava ao mundo das drogas.
Na obra Reckoning, temos menção a pesquisas de vários sociólogos, dentre eles, Harold Finestone, segundo o qual não somente a pobreza, mas a segregação e discriminação têm papel de criar uma não identificação entre a sociedade externa e a cultura das drogas. Segundo Finestone, a figura do viciado é de um "cara legal”, que está inserido em um grupo de adictos, ou seja, de um jovem que ocupa um lugar nesse grupo.  Para o sociólogo, a solução é inserir o jovem em setores mais amplos da sociedade, assim como a criação de movimentos culturais, que não incluam a apologia ao uso das drogas, além do tratamento compulsório, pois o uso de entorpecentes é uma questão do indivíduo. Para Currie essa solução não é eficaz, pois as raízes do abuso das drogas adentra as questões da exclusão social e falta de oportunidades ao jovem e é muito mais uma questão social do que apenas correlata ao indivíduo.
Lhoyd Ohlin enfatiza em sua obra que é crucial políticas públicas sociais de âmbito federal. Segundo ele, a delinquência é uma resposta de indivíduos que criaram uma subcultura, pensamento que o leva a sugerir a reestruturação das comunidades mais afetadas pelo vício. Nessa linha de pensamento, na década de 50, vários programas federais construíram moradias populares, programas sociais de forma a substituir os costumes nessas comunidades. O resultado foi o aumento de violência e uso de drogas, provando a necessidade do aprofundamento da discussão sobre as drogas.
Para o professor Currie, além da carência de oportunidades, também existe uma deterioração da estrutura social, logo, o problema não é somente pessoal ou de um grupo distinto, mas antes, da sociedade como um todo e as soluções devem envolver a comunidade de forma ativa. A sociedade em geral está tendo suas estruturas deterioradas e isso se reflete nas patologias.
Na década de 60, o uso de heroína começa a se espalhar nas cidades, ganhando novos contornos. Um novo grupo de adictos surgiu e não eram jovens socialmente desajustados. A heroína é uma droga que deixa o usuário mais ativo, aumenta a auto-estima e confere uma personalidade extrovertida. Esta droga rapidamente se espalhou, não só em comunidades mais pobres, mas entre a classe média e alta. Nos anos 60, também, registra-se aumento do consumo de todas as drogas no geral, e dessa vez estas não estão restritas as comunidades pobres, tornando insustentável as teorias anteriores –  estas muito simplistas –, pois não trata-se apenas de jovens desempregados e sem esperança de um futuro melhor. A heroína, especialmente, dá ao jovem uma sensação de propósito, de realização. Tanto que, no meio da década de 60 começa um questionamento ao pensamento acadêmico predominante de que as raízes do vício são problemas como: a delinquência juvenil e a violência. Ademais, cai por terra as soluções antigas dadas ao problema do vício. As pesquisas realizadas nos anos 70 e 80 evidenciam que o abuso de drogas ocorre em todas as comunidades, porém, nos locais mais pobres e vulneráveis o problema ocorre em escala maior.
Currie aborda a questão do desemprego e subemprego como um dos principais fatores que levam ao uso de drogas. Segundo ele, épocas de recessão com maior taxa de desemprego são períodos em que aumentam o uso de drogas. O subemprego é um fator importante, pois estes oferece condições de vida sub humanas e o indivíduo nessa situação vê as chances de mudar sua realidade como mínimas. Para George Vaillant, o desemprego além de ser um fator de risco para o abuso de drogas também o é, após o tratamento, uma vez que, conforme pesquisas, ex-adictos que após a reabilitação conseguiram empregos estáveis tiveram menores índices de recaída.
Estudos nos EUA e no exterior mostram que famílias frias ou hostis, abusivas psicologicamente e fisicamente, com conflitos entre si e disciplina inconsistente, permissivas ou extremamente punitivas são mais propensas a sofrerem com o abuso de entorpecentes. Segundo o autor é importante o modo como a comunidade lida com o problema das drogas: em comunidades com grandes taxas de desemprego, por exemplo, em que os adultos usam drogas, há um reforço dessa imagem, ou seja, o uso dessas substâncias torna-se socialmente aceitável.
No caso dos imigrantes, a perda da cultura de origem tem sido apontada como um fator de risco ao abuso. Famílias que prezam as tradições culturais, mantém-se mais coesas, e em geral, possuem menores índices de abuso de drogas, mostrando que o maior problema entre os imigrantes é quando ocorre a perda da cultura de origem. Ademais, a maior parte dessas famílias, vivem em contexto de marginalização social nos EUA e, dessa maneira, viver muito tempo nessa condição aumenta o risco de exposição às drogas. A aculturação que ocorre nessas famílias causa uma perda de identidade entre os membros da mesma, sendo muito fácil deixar-se influenciar pelo ambiente de uma comunidade que já está vivendo em situações extremas de uso de drogas e todo tipo de miséria social.
Para o criminólogo, os elementos já elencados auxiliam no entendimento em relação ao abuso de drogas, porém não esgotam o assunto. Assim, sugere quatro modelos que auxiliam no entendimento dos motivos que levam o  jovem ao uso das drogas.
1. O modelo do estatuto: Nesse modelo a privação econômica e exclusão social associados à perda do senso de comunidade, rede de apoio, levam ao abuso de narcóticos. A cultura das drogas oferece valores alternativos e novos significados para senso de identidade e prestígio social. Outro elemento importante está relacionado com fatores monetários: o mundo das drogas traz um rendimento muito superior ao trabalho legal. A cultura consumista estadunidense  baseada no capital e no consumo predatório frustra o jovem, que como resposta, adere a cultura do crime e das drogas como forma de possuir bens materiais que ele não obteria de outra maneira.
2. O modelo de enfrentamento: Modelo relacionado a comunidades instáveis e privadas de bens materiais, além de problemas familiares como abusos. Nesse contexto o uso das drogas é uma fuga dessa dura realidade.
3. O modelo de estrutura: Nesse modelo a droga é uma forma de dar senso de estrutura e propósito a vidas instáveis.
4. O modelo de saturação: Este modelo mostra que comunidades rendidas à falta de esperança e propósito por décadas ou gerações devido a restrições sociais e falta de oportunidades econômicas começam a ficar saturadas com as drogas ilícitas e essa atitude torna-se aceita nessa comunidade como algo normal.

Na década de 80, a crise econômica, as jornadas de trabalhos mais longas e com remuneração baixa, com a finalidade de otimizar os lucros do empregador em um ambiente de extrema competitividade econômica, associadas com o fim do welfare state e o corte nos orçamentos de programas sociais, como moradias populares, foram cruéis com as comunidades mais vulneráveis. Para os jovens mais pobres, isso se mostra de forma ainda mais cruel, porque os valores do consumo e o dinheiro, se tornaram muito distantes da realidade nessas comunidades cada vez mais empobrecidas.
Currie, aborda a justiça criminal e o uso desta para o controle do abuso de drogas. A maioria do aprisionamentos são de casos relacionados com as drogas, mas a grande parte deles envolve pequenos traficantes e usuários. Gasta-se fortunas para manter essas pessoas presas, enquanto os grandes traficantes estão soltos. Se se pensar no sistema como uma prevenção para a venda de drogas e crimes relacionados ao vício, provavelmente este “remédio” custa mais que a “doença”.
A respeito da crise do abuso de drogas, para o professor Currie, da mesma forma que a criminalização não é suficiente, a legalização dos narcóticos também não o é. Ambos estão divorciados da complexa realidade social estadunidense. Para ele, o que deve ser feito, seguindo o modelo de alguns países europeus, é se promover a descriminalização do usuário de drogas, algo que, de certo não sanará a crise, mas poderá, substancialmente, diminuir o grau de irracionalidade do sistema punitivo contra drogas que se tem. Aumentar o número de vagas nos presídios não adianta no combate às drogas e à criminalidade a ela ligada, uma vez que os crimes cometidos por drogados são de pequeno porte e o encarceramento não corrige o vício. Ademais, àquele que é preso, a sanção penal acaba por ter o efeito inverso daquele visado, dado que, além de não corrigir o problema da epidemia das drogas e faz com que o usuário-preso sofra as consequências do encarceramento, isto é, a perda de identidade e recrudescimento do isolamento social. Da mesma forma, revela-se ineficaz, a livre comercialização das drogas, pois a legalização gerará um aumento do consumo de narcóticos, que, por sua vez, elevará o aumento dos custos sociais e de saúde pública.
Para o criminólogo, no que se refere aos crimes e o abuso de drogas, circunstâncias sociais desfavoráveis têm peso muito importante. As batalhas mais importantes na guerra contra as drogas devem ser travadas, por consequência, fora do sistema criminal de justiça. Assim, a abordagem mais promissora aos olhos de Currie é a chamada “Third Way”, que reconhece que o problema com os narcóticos não é algo a ser alterado pela aplicação de leis, mas sim com um sistema que contribua com um pensamento social mais amplo a respeito da questão das drogas.  Medidas, nesse sentido, devem ser tomadas. A adoção de sentenças mais razoáveis em caso de crimes envolvendo drogas, com penas alternativas à prisão e o enfoque nos traficantes, não nos usuários, que devem, pelo contrário, passar por um processo de reintegração à sociedade, versariam nesse sentido. Da mesma forma procederia se se mudasse as prioridades da aplicação da lei em prol da segurança da comunidade e se fossem tomadas providências sérias, por parte do sistema de justiça, para ajudar os adictos fora das paredes do presídio em questões que vão além da desintoxicação, porque, o modus operandi contemporâneo ao tempo em que a obra foi escrita – e que se mantém até hoje nos EUA –, quanto ao assunto do abuso de drogas, resume-se um constante encarceramento do usuário.
Currie propõe que a forma como se dá o tratamento daqueles que abusam o uso de drogas seja redefinida, pois a maneira comumente empregada é totalmente desconectada da realidade da vida dos viciados. Ter apenas mais tratamento, como pontua o professor, não adianta. Precisa-se de um tratamento melhor, conectado à vida do usuário, pois o cerne do problema das drogas é social. Adictos que têm famílias mais estáveis, um casamento, um trabalho tendem, segundo estudos relatados pelo criminólogo, a não desistir com a mesma incidência, dos programas de tratamentos. A subestimação da dependência, no sentido de crer que têm o poder de controlar o vício e parar quando quiserem, faz com que muitos usuários, também, não sigam o tratamento. O restabelecimento de um adicto está muito mais relacionado com o ato de se dar oportunidade de vida àquele que é viciado, de maneira a se atingir a realidade da pessoa, fazendo com que se este abandone sua identidade de viciado e construa uma nova, longe do mundo das drogas. Para isso, no entanto, deve-se mudar o foco do tratamento, passando da abordagem do abuso das drogas como uma doença a ser curada para uma que busque a construção de capacidades e aumento de oportunidades, através da promoção de um serviço sério e de qualidade, que não se mostre ao usuário como sendo um anteparo ao seu aprisionamento, mas sim como alternativa à prisão. Relacionar o tratamento com o trabalho estável também deve ser feito, pois contribui para a estabilidade do adicto, de maneira a diminuir o uso de drogas.
O autor faz atenção ao fato de que a situação em que os Estados Unidos estão – ao tempo da publicação do livro – , não podia perdurar mais quanto ao assunto das drogas. Dado que o uso endêmico de drogas se pauta na própria organização social estadunidense, nenhum esforço de mudança será suficiente, para o criminólogo, se o aspecto social não for o objeto da mudança. Para fazê-lo, dever-se-ia, portanto, desenvolver a referida expansão das oportunidades de trabalho estáveis através da promoção de obras de infraestrutura e investimentos em treinamento a fim de se qualificar e habilitar o trabalhador, o que lhe proporcionaria melhores salários e faria com que a venda de drogas não fosse, para aquele que a realiza, uma forma de complementar o que ganha. A revitalização do sistema público de saúde estadunidense, o suporte às famílias, visando, por exemplo, dar cuidado às crianças para que suas mães possam participar do tratamento são medidas que também contribuiriam pra um tratamento mais eficaz.
Arranjar recursos para arcar com um tratamento da dimensão que Elliott Currie defende não é algo fácil. Pensando nesse problema, o próprio criminólogo defende o aumento da taxação – que nos Estados Unidos não é elevada –, para que o arrecadado fosse destinado especificamente para investimentos em capital humano, bem como o uso do dinheiro, antes empregado na corrida armamentista da Guerra Fria,(que acaba por revelar o momento da História em que a obra foi escrita, dado que, em 1993, fazia pouco tempo que antiga União Soviética tinha se dissolvido). Isso tornaria economicamente possível a real inclusão política e moral de pessoas para as quais o tratamento dado geralmente apenas recrudesce sua posição de isolamento. Ele afirma que a forma como se gastará tais recursos é o que moldará a sociedade estadunidense que se deseja para o século XIX.

### Resenha do livro:Crime and punishment in America
O autor apresenta um panorama do sistema prisional nos Estados Unidos da América, com ênfase nas últimas décadas do século XX. Ao trabalhar esse assunto, ele faz referência aos delitos cometidos, dando destaque aos crimes violentos. Faz uma análise crítica das políticas públicas implementadas (ou melhor, a ausência delas) pelo Estado no sentido de preveni-los e como a população, de modo geral, lida com essa questão.
Uma preocupação que perpassa a obra é o grande número de pessoas aprisionadas, os elevados custos na sua manutenção e a ineficácia desse sistema no que se refere à possibilidade de uma recuperação adequada para a reinserção do delinquente na sociedade.
Uma das dificuldades presentes na sociedade estadunidense para superar esse problema é a maneira, de certa forma, mítica como o sistema prisional é tratado. Com isso, os principais problemas relacionados à criminalidade deixam de ser tratados com medidas adequadas que apresentem resultados mais efetivos.
Nesta obra, o autor procura separar verdade de mito. Para isso, sugere que separar o mito da realidade é uma oportunidade de mirar a violência com atitudes que apresentem resultados mais eficazes. Assim, em cinco capítulos, procura mostrar que as políticas de segurança pública implementadas têm sido inadequadas e ineficazes ao que se propõem:
I – Avalia as experiências obtidas com o sistema prisional. Os resultados obtidos, na realidade, estão muito aquém de serem uma solução adequada para conter a violência. A maior ênfase dada ao encarceramento, ao mesmo tempo em que a reabilitação e a redução das desigualdades sociais têm merecido pouca atenção, apresentam-se como principais entraves para superação desse quadro criminológico. Três abordagens norteiam essa maneira de lidar com a situação da violência criminal: a primeira, que considerava insuficientes as penas aplicadas aos infratores. Por esse entendimento, busca-se uma resposta via endurecimento das penas com sentenças mas rígidas. Isso termina alimentando a manutenção de uma justiça inadequada, com efeitos inócuos. Não deixa de ser um subterfúgio menos trabalhoso e, de certa forma, menos dispendioso quando se olha apenas pelo viés da emissão de sentenças mais duras. A segunda, que observa que os esforços de reabilitação com essa sistemática são inúteis. Na realidade, os trabalhos implementados com essa finalidade são praticamente inexistentes e pouco incentivados. O fato é que, de acordo com Currie, um esforço nacional por justiça social nunca aconteceu. E a terceira, que apontava as condições sociais como terreno fértil para a expansão dos crimes violentos. Nesse aspecto, o desemprego e a discriminação que eram extremos, principalmente nos anos de 1960, devem ser vistos mais como um fator motivador desse problema e menos como uma  via para a solução.
II – Apresenta o mito por meio do qual esse sistema é observado. Mito esse que vê no encarceramento a solução para a redução da criminalidade. Sustenta o autor, por outro lado, que os argumentos fundados nesse mito não podem ser críveis o suficiente para o aumento das prisões. O encarceramento, na verdade, tem servido como alternativa para ocultar e não enfrentar os problemas sociais mais agudos como: o desemprego, a pobreza, o colapso do sistema de prevenção à saúde pública e mental, a escassez de tratamento medicamentoso eficaz e a escolaridade adequada para os filhos da população mais pobre e a ausência de políticas de apoio à família. Manter um sistema carcerário inchado com elevado número de prisões termina desviando a atenção dos principais problemas sociais básicos, deixando de resolvê-los. Torna-os, pelo contrário, piores, pois quase sempre as vítimas desse sistema terminam sendo a população mais jovem e pobre. Isso porque, com a dificuldade de prender os infratores mais perigosos, as prisões têm sido ampliadas com delinquentes menos perigosos que recebem sentenças cada vez mais duras.
III – Contém uma das primeiras alternativas apresentadas pelo autor, como tentativa de superar a situação da delinquência. Trata-se de programas de prevenção ao crime. Levando em conta a vulnerabilidade das crianças, programas educativos que as mantenham afastadas de ambientes propícios ao crime podem apresentar resultados mais efetivos do que os encarceramentos. Essa alternativa procura superar o mito que, ao longo do tempo, via no ataque ao crime violento a solução adequada. Mas relegava a exclusão social, a redução da pobreza, criação de oportunidades de trabalho aos jovens marginalizados e apoio às famílias. Junto a esses fatores de redução da criminalidade, o crescimento de programas de prevenção baseados na comunidade também são apresentados como alternativas adequadas, sobretudo no aspecto valorativo para o jovem sentir-se produtivo e útil no ambiente comunitário. Esses trabalhos podem ter como meio serviços sociais baseados na escola.
Por outro lado, um fator que deve ser considerado na redução da criminalidade ocorrida principalmente pós anos 90 é também resultado de uma confluência de sorte e desenvolvimento econômico que podem não durar muito tempo. Um aspecto que deveria merecer mais atenção é que esse desenvolvimento possibilita os investimentos sérios e necessários que poderiam impedir uma futura epidemia de violência, ou ao menos reduzi-la ao máximo. Para isso, seria fundamental usar esses recursos para construir uma infraestrutura social que se sustente no futuro. Tendo em vista que, se por um lado houve um relativo declínio da epidemia de crimes violentos, por outro, considerados os padrões do mundo industrializado, os níveis de crimes violentos continuam elevadíssimos. Considere-se, ainda, que essas quedas experimentadas na delinquência podem ser revertidas rapidamente, porque os fatores positivos que as possibilitaram podem ser temporários e mudar muito rapidamente, considerando que uma alteração na economia além de produzir causar desemprego, influi diretamente nas condições de vida da população. Outro aspecto considerado leva em conta, por exemplo, que parte do declínio dos crimes violentos desde o começo da década de 1990 reflete a redução da epidemia de drogas, principalmente de crack e derivados da cocaína. A perder essa oportunidade de fazer os ajustes necessários, o legado às futuras gerações será a falta de perspectivas para as crianças, famílias desestruturadas e sem apoio, irregularidades na saúde, escolas arruinadas e ruas cheias de drogas e violência. A muito custo, isso pode ser evitado.
IV – Aponta as ações sociais como segunda alternativa para lidar com esse problema. Essas ações, considera ele, devem levar em conta que a violência criminal nos Estados Unidos têm como principais causas a pobreza e a desigualdade econômica extremas. Nesse sentido, precisa-se considerar que os programas lançados na década de 1960 visando diminuir a pobreza, o desemprego e a discriminação racial, considerados bastante tímidos, não foram suficientes para mudar o quadro criminal presente nos EUA. Embora a defesa do equilíbrio entre essas políticas tenha conquistado a simpatia de grande parte do público no aspecto intelectual, não teve receptividade semelhante no âmbito da política. Por outro lado, o descompasso entre os gastos com encarceramento visando controlar a criminalidade e o financiamento de outras necessidades sociais é alarmante. Não é por acaso que nos anos 80 e 90, no Estado da Califórnia, enquanto se abria uma faculdade, dezenas de presídios eram construídos. Esse é resultado das escolhas feitas. E essas escolhas não são acadêmicas nem abstratas. Quase sempre elas vão afetar outro aspecto da vida pública estadunidense. Influenciarão não apenas as chances de aumento da criminalidade, mas também o futuro das crianças. Duas alternativas são apontadas: investir em políticas que tenham como foco o sistema penal, para conter as consequências do abandono social ou fazer investimentos sociais que visem diminuir a quantidade de prisões. Esses investimentos precisam ser feitos tanto dentro como fora do sistema de justiça.
V - Centra-se no trabalho desenvolvido pelo judiciário. Argumenta-se que, se for adotada uma abordagem suficientemente cruel para justiça criminal, com a finalidade de ver reduzida a criminalidade violenta, isso não é suficiente para reduzir os níveis de violência a números próximos aos de outras nações com níveis de desenvolvimento semelhante. Pelo contrário, talvez sejam suficientes para aprofundar o clima de complacência e de encerrar a busca por uma alternativa melhor. A principal dificuldade, nesse ponto, é conseguir mudar a forma de pensar a atuação prática da justiça, considerando que a lógica predominante no judiciário tem como parâmetro o número de condenações produzidas. Outro aspecto importante refere-se ao fato de que o judiciário mantém-se, de tal maneira, distante dos problemas socais, sua atuação termina produzindo resultados ineficazes. Dessa forma, manter um sistema de penalizações descompromissado com a realidade social e com o resultado de suas decisões, não se sustenta mais. A mudar essa forma de pensar, pode-se, assim, acreditar em uma mudança realista.

## Prêmios
- Finalista do Prêmio Pulitzer em 1999 por Crime and Punishment in America (1998).
- Finalista do prémio C. Wright Mills da Sociedade de Estudos de Problemas Sociais em 2004 por Whitewashing Race: the Myth of a Colorblind America (2003).
- Vencedor do prêmio do Livro de 2004 do Instituto de Mudanças Sociais de Benjamin L. Hooks por Whitewashing Race: the Myth of a Colorblind America (2003).
- Recebeu o prêmio August Vollmer da Sociedade Americana de Criminologia e os prêmios Donald Cressey e Prevenção para uma Sociedade mais Segura (PASS) do Conselho Nacional de Crime e Delinquência.